# Biserica de piatră „Sf. Apostoli Petru și Pavel” din Tăuții de Sus
Biserica de piatră „Sf. Apostoli Petru și Pavel” din Tăuții de Sus este un monument istoric aflat pe teritoriul satului aparținător Tăuții de Sus, orașului Baia Sprie. În Repertoriul Arheologic Național, monumentul apare cu codul 106719.01.
Biserica construită în anul 1779 răspundea necesităților de cult greco-catolic din acele vremuri. Construcția prezintă doua tipuri distincte de structuri: corpul propriu-zis al bisericii realizat din zidărie și turnul clopotniță realizat după tipicul structural al turnurilor clopotniță de la bisericile de lemn contemporane (1750-1800). Coiful turnului cu cele patru turnulețe are învelitoare din tabla zincată. Paramentul interior al navei prezintă pictura, în mare parte degradată; cei mai cunoscuți zugravi care au realizat-o fiind: Ștefan Zugravu de la Fisești (1810), Deacu Vasile de la Focșani în 1858 (stil bizantin), Stiebert din Baia Mare (1923). Încă de la construcția sa biserica a aparținut religiei greco-catolice, până în 1948, când, după reforma bisericească a devenit biserică ortodoxă.
Biserica este amplasată lângă șoseaua națională Baia Mare-Sighet, fiind împrejmuită cu un gard din piatră care datează din anul 1806, ceea ce atestă cifrele înscrise pe una din pietrele zidului, acoperit cu șindrilă. În antreul bisericii este o inscripție pictată în anul 1960 cu ocazia picturii bizantine executată de pictorul autorizat Pascu Vasile din Focșani. Sanctuarul începe cu un arc, apoi urmează boltitura în semicupolă, ferestrele având boltituri care se întrepătrund.
Altarul este despărțit de navă printr-un iconostas sculptat în lemn de tei de către profesorul Toth din Baia Mare, iar iconografia în același an 1970, de către Pop Ioan din comuna Groși. Înainte de acesta a existat un iconostas din lemn de tei cu icoane pictate pe lemn, dar fiind distrus de carii, a fost predat cu proces verbal Muzeului Județean în anul 1974, reținând drept amintire icoane care reprezintă Sfânta Treime pe dosul căreia este următoarea însemnare: „Făcută pe cheltuiala lui Fluieraș Istrate cu soția Dotye și cu familia Domniei sale Aximie și Parasca cu Maria, ca să le fie de pomenire veșnică. Anul Domnului 1802.”
Bisericuța a fost târnosită după refacerea picturii interioare, pe 22 iunie 1964, de către Episcopul Valerian Zaharia al Oradei.
Aceasta fiind una din cele mai frumoase biserici din piatră din regiune, cu mare vechime și arhitectură excepțională, a fost înscrisă în lista monumentelor istorice în anul 1971. În același an a fost instalată pardoseala din mozaic ce a înlocuit-o pe cea din cherestea de stejar.
Între anii 2003-2007 s-au efectuat ample lucrări de reparații capitale, înlocuindu-se acoperișul care a fost placat cu tablă de cupru și refăcându-se integral gardul de împrejmuire.
Turnul clopotniță înalt de peste 38 m domină așezarea, iar în jurul coifului îl împodobesc cele 4 turnulețe în stil maramureșean. Pe frontispiciul turnului deasupra ușii de intrare se află următoarea pisanie:
„ACEASTA BISERICA NOA…(D) IN LOC A RUMINILOCRU(d) TEUTII DE SUSU, PUTERE…Ș(I) P(e) CHELTUIALA (1) SAU ZIDITU, SA FIE CASA DE RUGACIUNE. ANU D (omnului) 1779 iulie 15.”
.

## Imagini

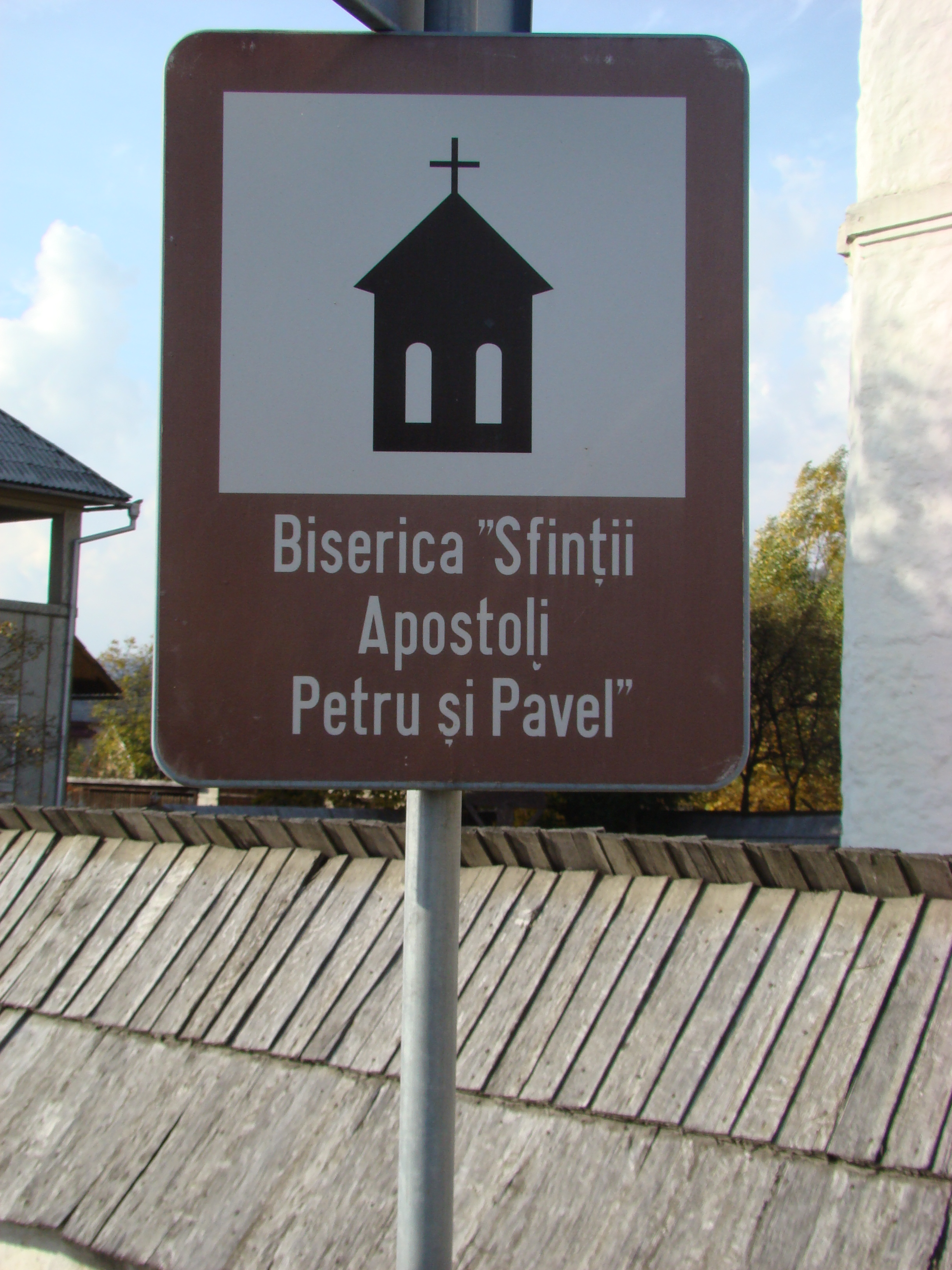
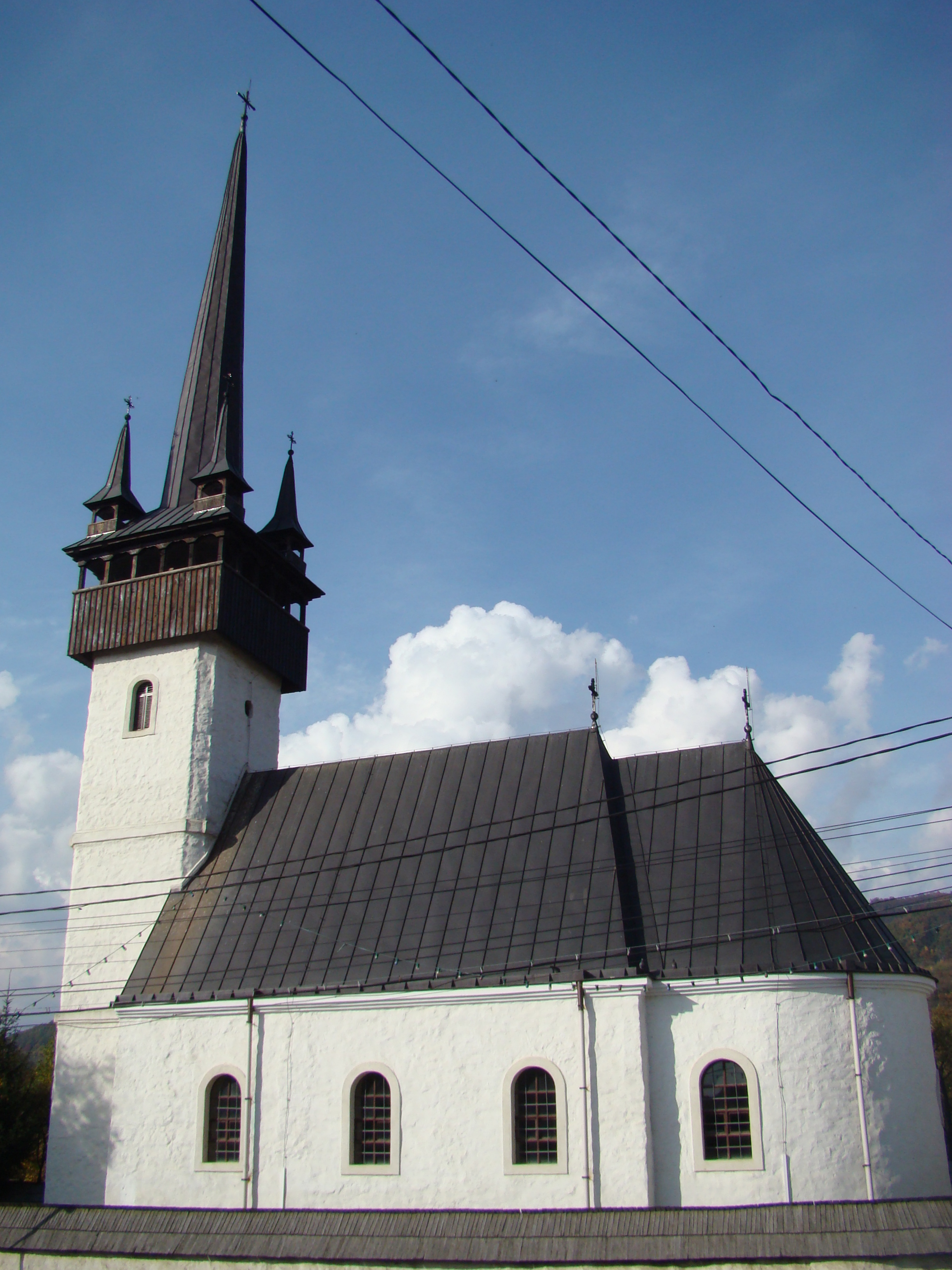
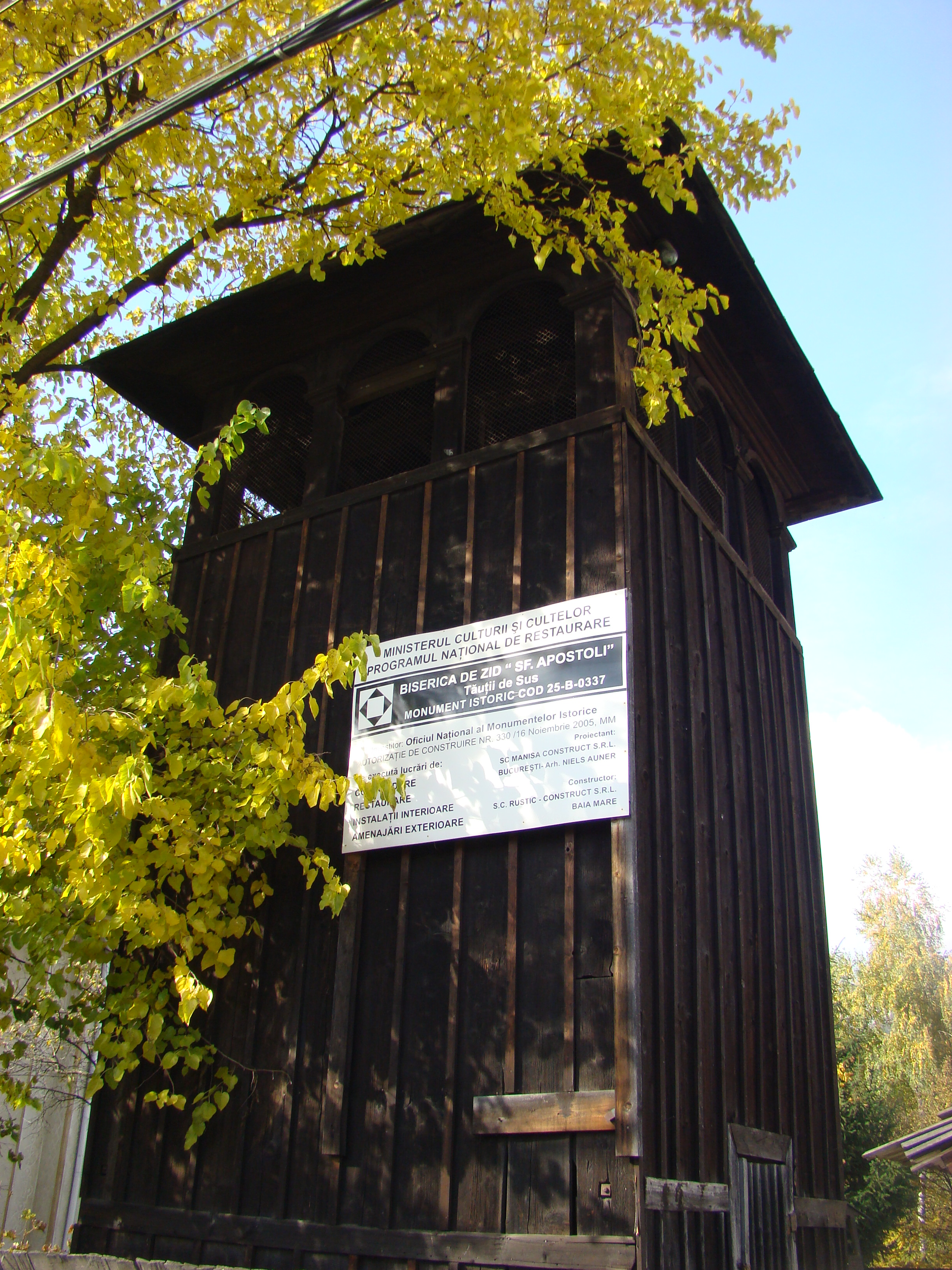
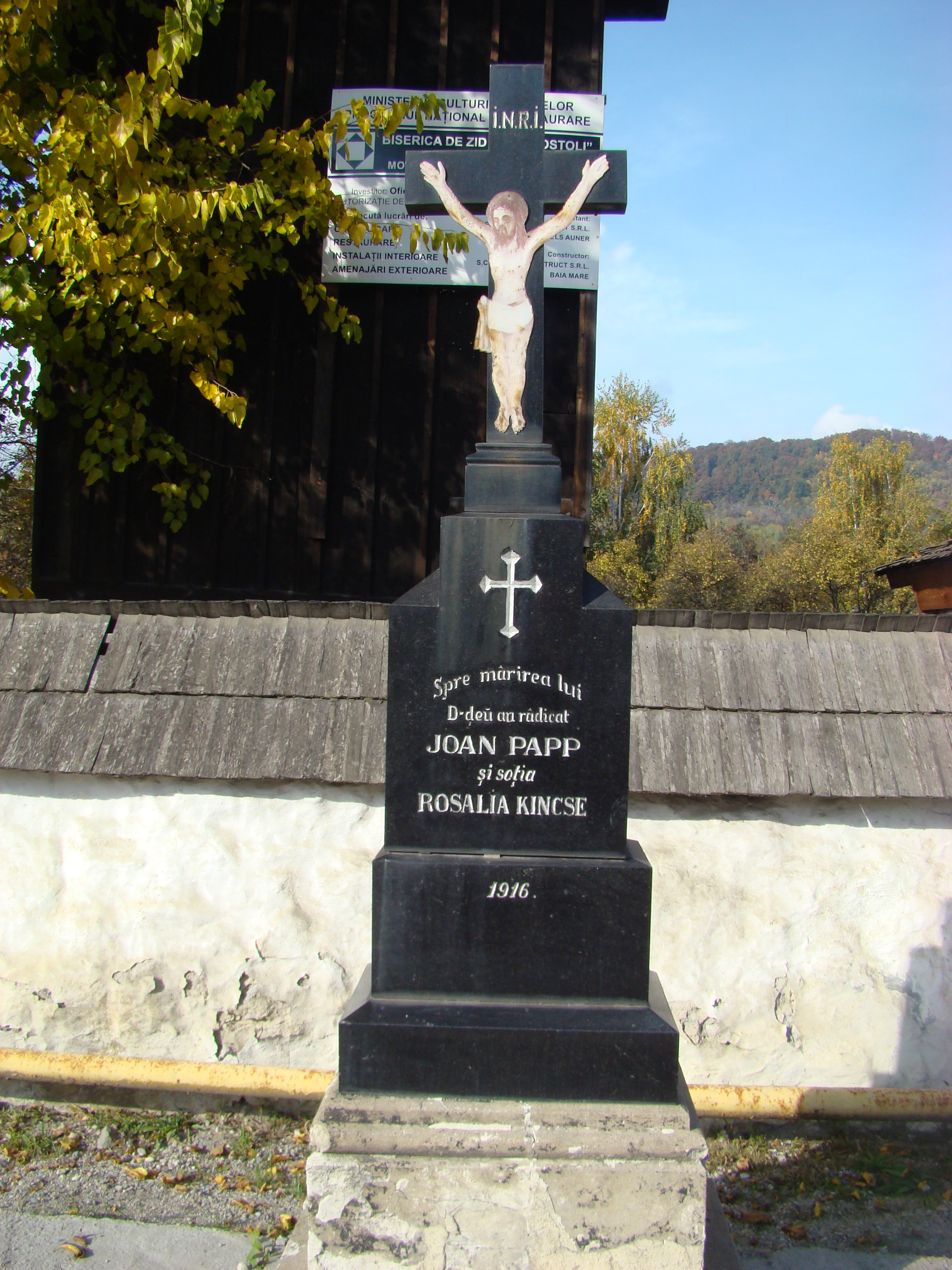
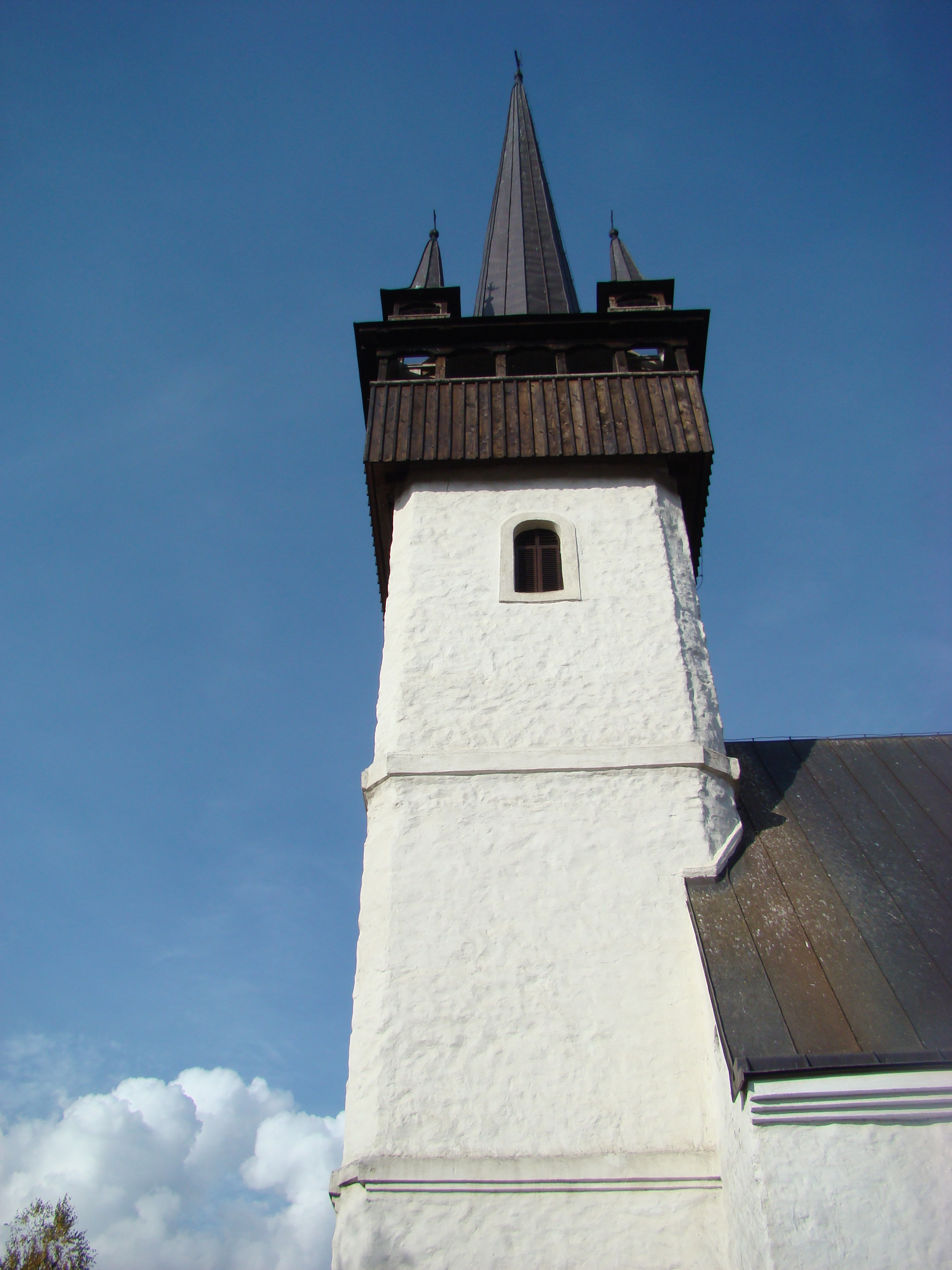
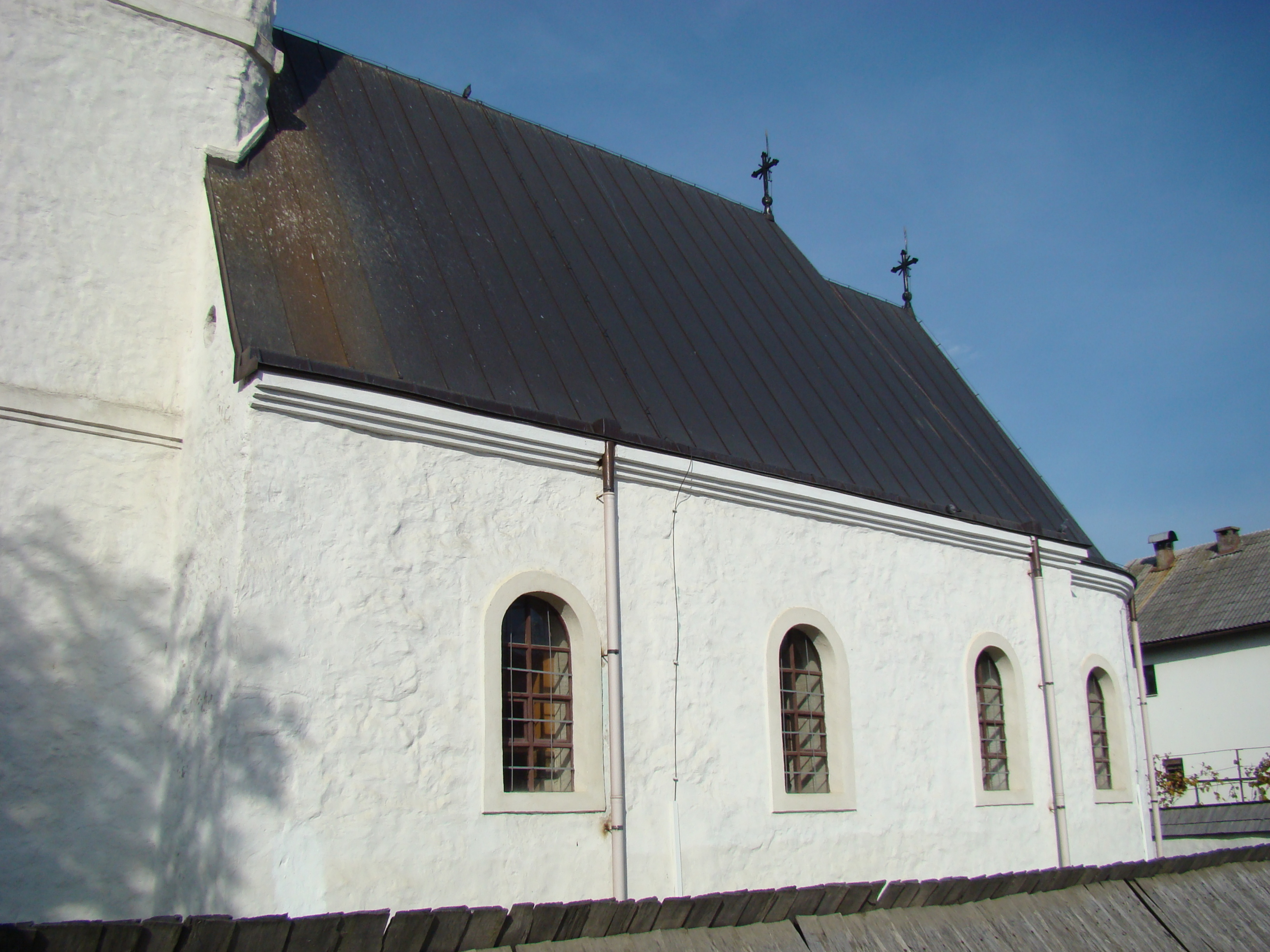
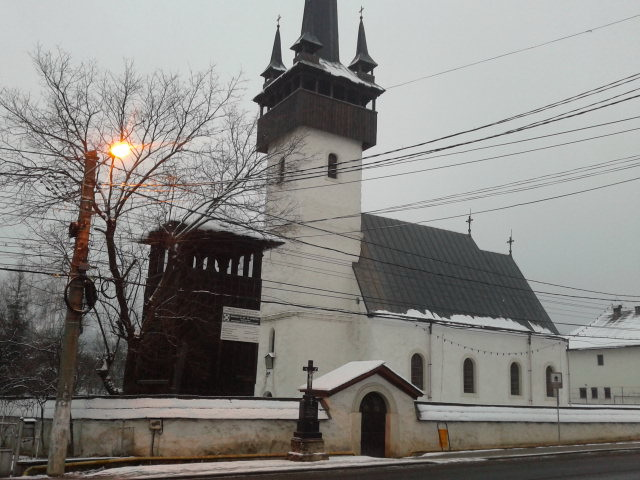
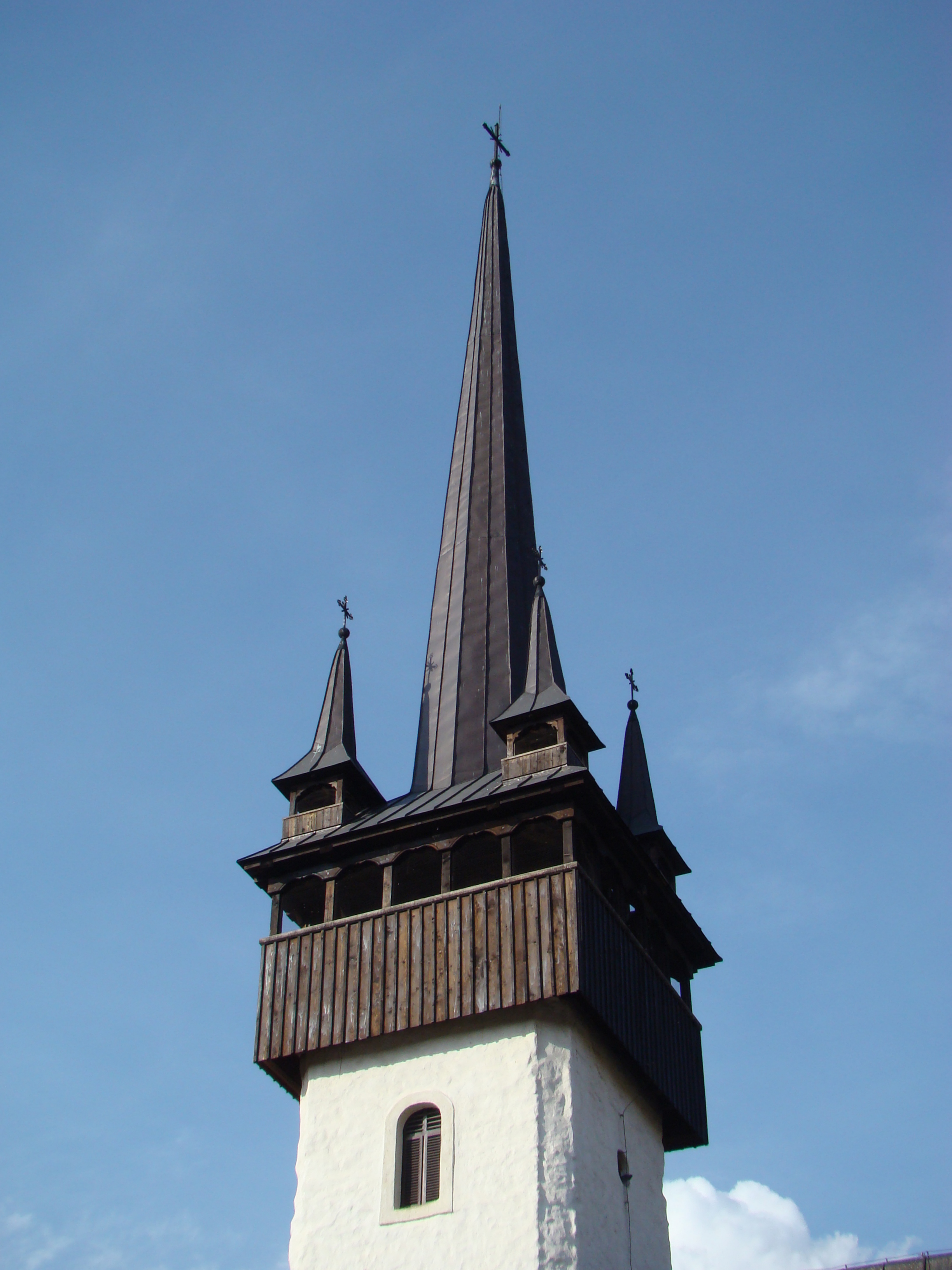
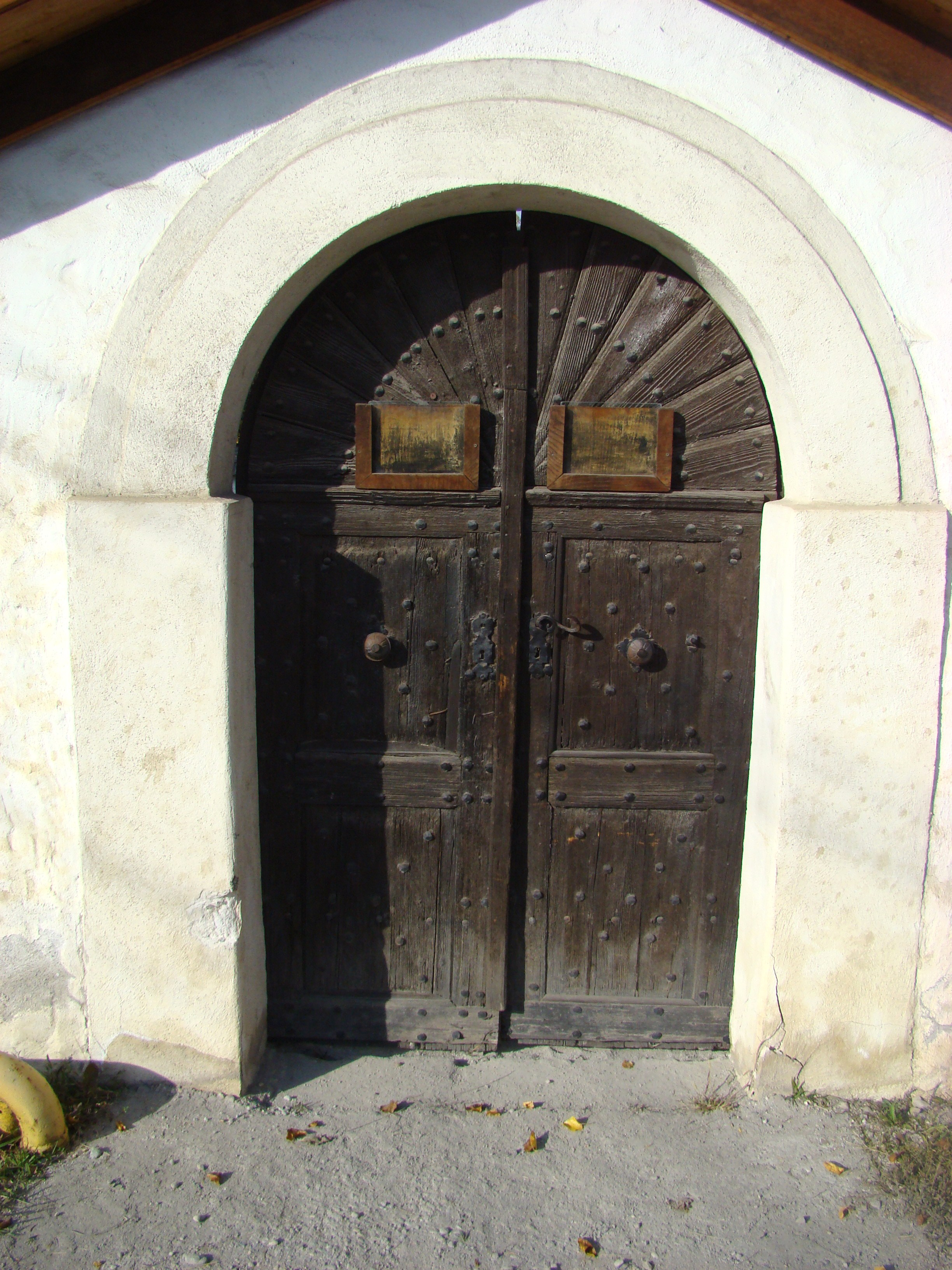
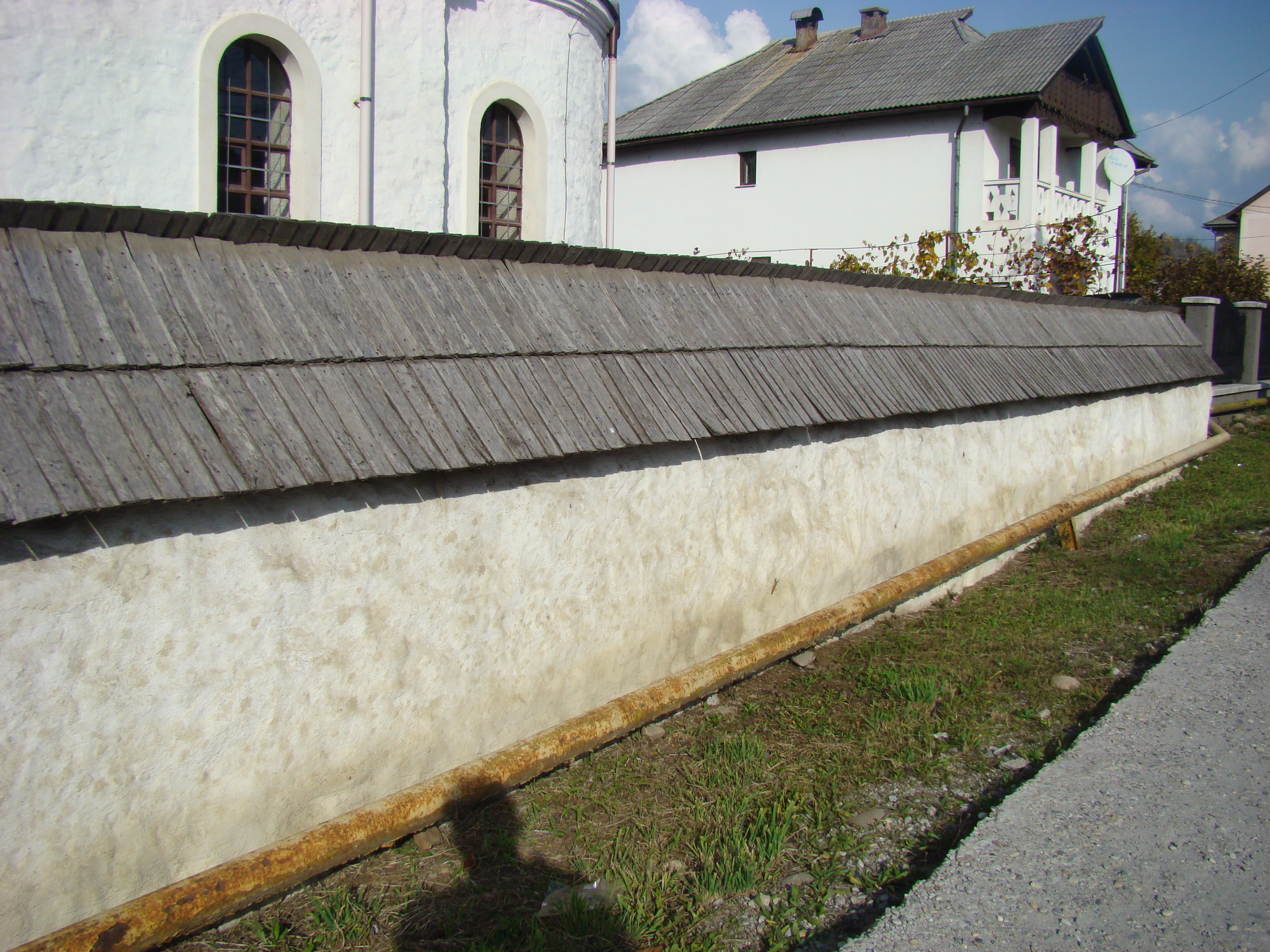
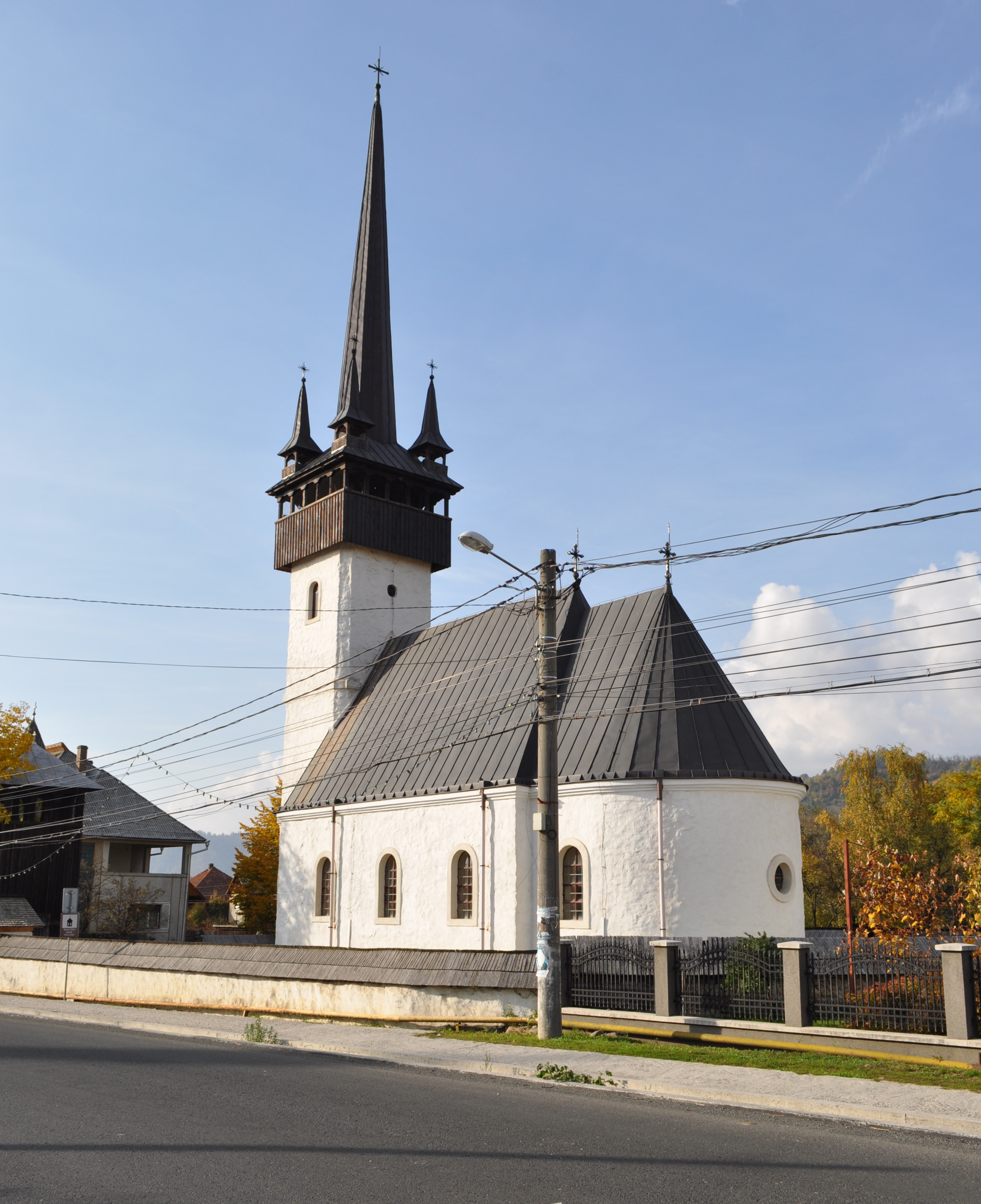